# Eisch
El río Eisch es un corto río  de 28 kilómetros de la cuenca del Rin que recorre Luxemburgo y Bélgica. Desemboca en el río Alzette en Mersch. Pasa por las ciudades de Eischen, Hobscheid, Septfontaines y Marienthal. Su fuente está en Bélgica, cerca del pueblo de Sélange.
La parte luxemburguesa del Eisch es conocida informalmente como el "Valle de los Siete Castillos", por los siete castillos que se encuentran en su curso.